# Luiz Alberto Franco Junqueira
Luiz Alberto Franco Junqueira foi um político brasileiro do estado de Minas Gerais. Foi deputado estadual em Minas Gerais durante o período de 1959 a 1967 na 4ª e na 5ª legislatura, pelo PSP.